# 图尔布
图尔布（法語：Tourbes，法語發音：[tuʁb]）是法国埃罗省的一个市镇，属于贝济耶区。

## 地理
图尔布（43°26'44"N, 3°22'43"E）面积15.96 平方千米，位于法国奧克西塔尼大區埃罗省，该省份为法国南部沿海省份，南濒地中海，西南接奥德省，西北接塔恩省和阿韦龙省，东北与加尔省接壤。
与图尔布接壤的市镇（或旧市镇、城区）包括：阿利尼昂迪旺、内济尼昂莱韦克、佩兹纳斯、塞尔维扬、瓦尔罗。

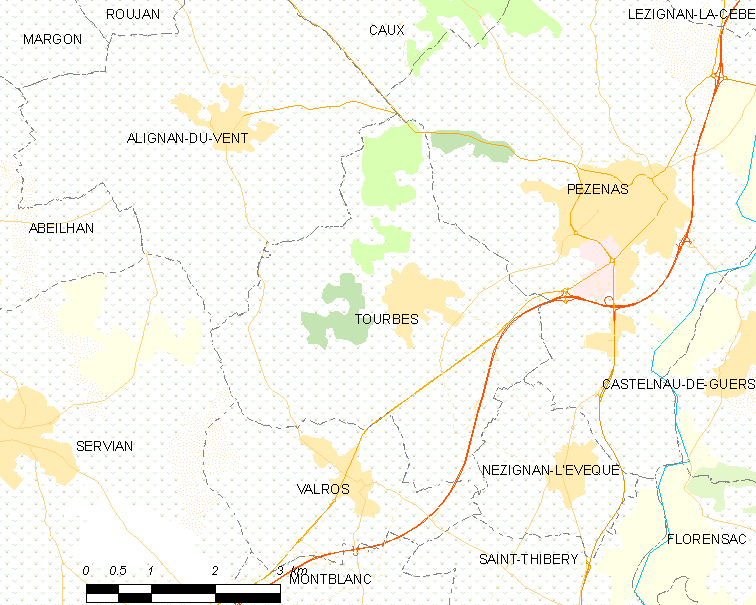
图尔布的OSM定位图

图尔布的时区为UTC+01:00、UTC+02:00（夏令时）。

## 行政
图尔布的邮政编码为34120，INSEE市镇编码为34311。

## 政治
图尔布所属的省级选区为佩兹纳斯县。

## 人口

1962-2008年间图尔布人口变化图示

图尔布于2022年1月1日时的人口数量为1875人。